# 杨国喜
杨国喜（1921年—2009年8月9日），曾用名杨果喜，四川巴中人，中国人民解放军将领。

## 生平
1933年1月参加革命，1935年3月参加中国工农红军，1936年6月加入中国共产党，担任团部宣传员。参加了长征。1937年9月至1938年11月，任晋察冀军区独立师宣传队分队长、青年干事。1938年11月至1942年3月，任晋察冀军区第一军分区一团三营连政治指导员。1942年3月至1943年1月，人抗日军政大学第二分校学习。1943年1月至1945年2月，任晋察冀军区雁北支队连政治指导员。1945年2月至1946年1月，任晋察冀军区浑源支队副政治委员。1946年1月至1947年1月，任晋察冀军区第四纵队一团三营政治教导员：1947年1月至1948年2月，任晋察冀野战军第四纵队一团政治处主任。1948年2月至1949年10月，任晋察冀(华北)军区第四纵队随营学校第二大队大队长、第十九兵团六十四军随营学校二大队大队长。参加大同战役、集宁战役、张家口战役、正太战役、天津战役等。
中华人民共和国成立后，1949年10月至1950年12月，任第十九兵团军政干部学校二大队副政治委员、政治委员。1950年12月至1953年8月，任第十九兵团军政干部学校政治部主任：1953年8月至1956年8月，先后在东北军区文化速成班和解放军锦州政治学校速成班学习。1955年荣获三级八一勋章、三级独立自由勋章、二级解放勋章。1956年8月至1958年8月，任中国人民解放军第七步兵预备学校政治委员。1958年8月至1963年4月，任吉林省通化军分区政治委员：1963年4月至1968年2月，任沈阳军区某要塞区副政治委员。1968年2月至1970年3月，任沈阳军区某要塞区第二政治委员。1970年3月至1983年9月，任旅大警备区副政治委员。期间1968年7月至1971年6月，任大连港务局革委会主任、党的核心小组组长；1970年3月至1975年5月，任旅大市革委会副主任。1971年2月，当选中共旅大市第四届委员会委员、常委；1972年1月至1977年10月，兼任旅大市体育运动委员会主任；1973年3月至1975年5月，任中共旅大市委副书记。
1977年4月至1978年4月，任中共旅大市委书记。1983年9月至1985年，任旅大警备区顾问；1985年离休。1988年，被授予二级红星功勋荣誉章。2009年8月9日在沈阳逝世，享年88岁。